# Пустковик західний
Пустковик західний (Calamanthus montanellus) — вид горобцеподібних птахів родини шиподзьобових (Acanthizidae). Ендемік Австралії. Мешкає на південному заході штату Західна Австралія. Деякі дослідники вважають його підвидом рудого пустковика (C. campestris), однак більшість систематиків, зокрема Міжнародна спілка орнітологів вважають західного пустковика окремим видом.